# 崔长文
崔长文（？—？），字景翰，东清河郡鄃县（今山东省淄博市临淄区）人，祖籍清河郡东武城县（今河北省衡水市故城县），北魏、东魏官员。

## 生平
崔长文是北魏太保崔光共曾祖的堂弟，年轻时也作为平齐民迁徙到代京。崔长文聪明敏捷有学问，太和年间出任奉朝请。北魏迁都洛阳后，崔长文出任司空参军事，营造华林园，之后兼任员外散骑常侍，作为使者出使宕昌。从宕昌返回后，崔长文出任给事中、齐州大中正、尚书库部郎。正始年间，北魏大规模制造修理器械，崔长文出任各州造仗都使、齐州太原郡太守、雍州抚军府长史，以清廉谨慎著称，升任辅国将军、中散大夫，转任太府少卿，丞相高阳王元雍谘议参军、太中大夫。永安年间，崔长文因为年老出任征虏将军、平州刺史，他回到家专门阅读佛经，不关时事。天平初年，崔长文去世，虚岁七十九，朝廷赠予使持节、征东将军、齐州刺史，谥号贞。

## 儿子
- 崔懋，北魏征虏将军、徐州征东府长史